# Basil Zaharoff
Basil Zaharoff (en ruso, también conocido como Basil Zaharov; originalmente, Vasíleios Zacharíou; y de acuerdo con los registros de las partidas de nacimiento del Imperio otomano, Vasil Zaharyas; Muğla, Turquía, 6 de octubre de 1849 – Montecarlo, Mónaco, 27 de noviembre de 1936) fue un negociante en armamento y financiero griego-ruso, director y presidente de la empresa de armamento Vickers-Armstrong durante la Primera Guerra Mundial. Se dice de él que alentó varios conflictos internacionales con el fin de vender armas a ambos bandos. El icono de esto fue la Guerra del Chaco.

## Biografía

### Primeros años
Zacharias era el único hijo varón y el mayor de los cuatro hijos de Basilius Zacharoff (fallecido en 1878) de Constantinopla, un notario griego , comerciante de materias primas e importador de esencia de rosas y su esposa (al parecer ciega), Helena Antonides (fallecida en 1879).  Zacharias nació en el Beylicato de Menteşe, en el suroeste de Turquía. Su familia vivió en Rusia durante más de dos décadas como exiliados tras los Pogromos de Odesa de 1821. Mientras estuvieron allí adoptaron el apellido Zaharoff. Regresaron al Imperio Otomano en la década de 1840 y, en 1855, habían regresado [ aclaración necesaria ] al barrio griego de Tatavla en Constantinopla .(en la actualidad el barrio de Kurtuluş, en Estambul). Basil era entonces un niño de la calle.
El primer trabajo del pequeño Basil fue como guía de los turistas en Gálata (el barrio de la prostitución de Constantinopla), donde llevaba a sus clientes a buscar los placeres prohibidos que excedían las prácticas habituales de la prostitución. Después trabajó como bombero.
A continuación, se dedicó a trabajar como cambista. De esta época procede una acusación, sin verificar, según la cual pasaba billetes falsos a los turistas, que no se daban cuenta de las falsificaciones hasta que habían dejado Constantinopla.

### Dificultades legales
Zaharoff aparece luego en Londres en medio de un conflicto que le llevó a los tribunales por un asunto de irregularidades en la importación de ciertos bienes desde Constantinopla. Los griegos constantinopolitanos residentes en Londres preferían que los asuntos que les afectaban no fuesen vistos en los tribunales ingleses. Así, fue liberado tras el pago de 100 libras y con la condición de que pagase la restitución exigida por el demandante. A continuación, viajó a Atenas.
En Atenas, Zaharoff, con 24 años, fue acogido bajo la protección del periodista político Etienne Skouloudis. El elocuente Zaharoff logró convencerle de su inocencia en el caso de la disputa legal de Londres. Gracias a un golpe de fortuna, otro amigo de Skouloudis, un capitán sueco, dejó entonces su puesto como representante de la empresa fabricante de armas Nordenfelt Guns and Ammunition Company. Skouloudis tenía cierta influencia y pudo recomendar a Zaharoff para el puesto. Este fue contratado el 14 de octubre de 1877, donde empezó una carrera espectacular. Las circunstancias políticas y militares de los estados balcánicos, Turquía y Rusia ofrecían una oportunidad excelente para el joven vendedor. Todos los estados estaban más que dispuestos a gastar en armamento para hacer frente a las intenciones agresivas que percibían en sus vecinos, incluso tras el Tratado de Berlín de 1878.

### Comercio de armas
Una de las ventas más destacadas de Zaharoff fue la del Nordenfelt I, un ensayo muy defectuoso de nave sumergible con motor de vapor basado en un diseño del reverendo anglicano George W. Garrett. El servicio de inteligencia de la Marina de los Estados Unidos había descrito el submarino atribuyéndole “movimientos peligrosos y excéntricos”. No obstante, Thorsten Nordenfelt había tenido cierto éxito en una demostración internacional de su buque ante la élite militar, pero las grandes potencias no se interesaron por el mismo; sin embargo, las naciones menores, deseosas de aumentar su prestigio, presentaban posibilidades comerciales.
De este modo, y con la promesa de facilidades de pago, Zaharoff logró vender por 9000 libras esterlinas el primer submarino a los griegos. Luego convenció a los turcos de que el submarino griego resultaba una amenaza para ellos, y les vendió dos unidades, los Nordenfelt II y III. A continuación, persuadió a los rusos de que en el mar Negro había ahora una grave amenaza, y éstos compraron también dos. Ninguno de estos submarinos llegó a entrar en acción. En unas pruebas realizada a principios de 1888, el submarino pudo navegar a través de las fuertes corrientes alrededor del Seraglio Point, alcanzando una velocidad de hasta 10 nudos, y hundió con éxito un viejo barco objetivo con un solo torpedo; al hacerlo, se convirtió en el primer submarino del mundo en disparar un torpedo bajo el agua, hundiendo su objetivo.

#### La ametralladora de Hiram Maxim
La siguiente persona que entraría en la vida de Zaharoff fue el boxeador e ingeniero estadounidense Hiram Maxim. La ametralladora automática Maxim suponía un significativo avance frente a los modelos de disparo manual entonces en uso. El arma de Maxim era notablemente mejor que cualquier arma que pudiese ofertar Nordenfelt, y parece que Zaharoff intervino frustrando los intentos que hizo Maxim por demostrar su invento entre 1886 y 1888. En el primero, las ametralladoras Maxim y Nordenfelt iban a participar en una demostración en La Spezia, Italia, ante una distinguida audiencia entre la que se encontraba el duque de Génova. Pero los representantes de Maxim no aparecieron; un desconocido se había ocupado la noche anterior de darles a conocer la vida nocturna de La Spezia, dejándolos en unas condiciones tales que les impidieron presentarse.
La segunda oportunidad tuvo lugar en Viena. Allí se había pedido a las empresas licitantes que modificasen sus armas para que pudiesen usar el cartucho estándar de la infantería austriaca. Después de disparar varias tandas, el arma de Maxim comenzó a comportarse de forma extraña y dejó de disparar. Cuando Maxim pudo analizar lo que había pasado, descubrió que alguien la había saboteado, pero ya era tarde. La tercera prueba también se celebró en Viena, y en esta ocasión la ametralladora funcionó perfectamente. Pero un desconocido logró infiltrarse en la reunión de altos mandos y convencerles de que para producir semejante arma sólo se podía usar una técnica manual, produciéndolas de una en una, de forma que Maxim nunca podría satisfacer las necesidades de un ejército moderno. Nordenfelt y Zaharoff ganaron. Maxim, que sabía que tenía un buen producto, aceptó fusionarse con Nordenfelt, y Zaharoff pasó a ser el principal agente de ventas y obtuvo una buena comisión.

#### Sabotaje al inventor del submarino y sus turbios negocios españoles
Durante los años de 1886 a 1889, coincidiendo con las maniobras para hacerse con la ametralladora Maxim, también tuvieron lugar acciones de Zaharoff para conseguir hacerse con el sumergible desarrollado por Isaac Peral; aunque estos hechos son menos conocidos. Zaharoff y Nordenfelt trataban, por aquellos años, de desarrollar un submarino para incrementar sus negocios. Con la colaboración del reverendo Garrett, construyeron unos defectuosos aparatos que, con una hábil campaña de prensa, hicieron pasar por submarinos y consiguieron estafar a los gobiernos griego, turco y ruso respectivamente. Los aparatos, con propulsión de vapor; por tanto, totalmente inadecuados para la navegación submarina, fracasaron estrepitosamente cuando fueron probados por las respectivas marinas que los adquirieron. Además de los problemas derivados del defectuoso sistema de propulsión, adolecían de un grave problema de inestabilidad y, de hecho, el turco se desniveló al disparar un torpedo de ensayo, se puso vertical y se hundió de popa.
Paralelamente, y en los mismos años, el inventor español desarrollaba el primer submarino, propiamente dicho de la historia; resolvió al mismo tiempo, los retos que suponía dicha invención, en materia de propulsión, estabilidad y armamento. Isaac Peral diseñó y construyó el primer submarino de la historia que navegó sumergido, con buen gobierno y que disparó torpedos, tanto en inmersión como en superficie. El submarino Peral estaba dotado de propulsión eléctrica, periscopio, aparato de punterías, aguja compensada, giroscopio, corredera eléctrica, tubo lanzatorpedos y servomotor para mantener la estabilidad y el trimado del buque en toda circunstancia: en inmersión y durante la delicada maniobra de disparo de torpedos.
Zaharoff, tuvo conocimiento, con asombrosa rapidez, de los trabajos del joven inventor y oficial de la Armada española. Previamente a la autorización de las obras, ya había inspeccionado en persona, los planos y la memoria que el inventor había entregado al ministerio de Marina español, en las dependencia del propio ministerio. Más adelante, y coincidiendo con la presencia de Isaac Peral en Londres, trató, infructuosamente, de entrevistarse con él, valiéndose de uno de sus agentes y compañero de Cuerpo del inventor. Peral rehusó por dos veces, pero ante la insistencia, accedió a entrevistarse con el dueño, Nordenfelt, quién le propuso asociarse con ellos o que le vendiera, por separado, la patente del servomotor de estabilidad. Isaac Peral rechazó ambas ofertas y firmó, sin saberlo, su sentencia en ese mismo instante.
Zaharoff, se empleó a fondo y con sus típicos ardides en su contra. El inventor español, al igual que Maxim, sufrió cuatro sabotajes durante las pruebas (el primero de ellos, en la prueba previa, en presencia de la jefatura del estado español), pero, Peral, más precavido que el estadounidense, salió airoso de todos ellos. Pese a ello, Zaharoff, que iniciaba sus pervertidos métodos empresariales (conocidos, más adelante, como Sistema Zaharoff), consiguió interponerse entre el inventor y su propio gobierno, y obtuvo, al final, un fallo del gobierno español en contra del invento del submarino, con lo que el mencionado gobierno desarmó a su nación para un futuro conflicto bélico que ya se perfilaba en el horizonte (la Guerra hispano-estadounidense de 1898).
Zaharoff, viajó a España en repetidas ocasiones durante los años de 1886 a 1890, con un triple objetivo: boicotear el submarino de Peral, vender armas al ejército español y adquirir una fábrica de armas española. Tuvo éxito en todos ellos, principalmente, porque estableció una relación amorosa con María del Pilar de Muguiro y Beruete, que le franqueó muchas puertas. Pilar era hija del poderoso magnate de la banca Fermín Muguiro Azcárate, hombre fuerte del régimen y amigo personal del jefe del partido conservador español y sobrina de Segismundo Moret, caudillo del progresismo español y mano derecha del jefe del partido liberal Antonio Cánovas del Castillo. Además, estaba casada con un primo, deficiente mental, del rey Alfonso XII: Francisco María de Borbón, duque de Marchena y grande de España; título que le permitía acceso, sin previo aviso, a Palacio. Durante uno de estos viajes se detectó la presencia de Zaharoff en los astilleros donde se construía el submarino español, pero las autoridades españolas “taparon” el asunto. 
Mediante la compra de una de las mejores empresas de armamento española (Euskalduna), situada en el norte del país, a la que rebautizaron como The Placencia de las Armas Co. Ltd; y gracias a su peculiar relación amorosa (él atribuyó, siempre, una de las claves de su éxito profesional al mencionado affaire amoroso), creó un núcleo poderoso dentro de España, de influyentes políticos, periodistas, altos funcionarios y militares que le sirvieron de manera perfecta en sus poco escrupulosos propósitos. Gracias a este frente, que rápidamente, tomó partido en contra del desarrollo del submarino de Isaac Peral, consiguió que el gobierno español, a pesar del notorio éxito de las pruebas oficiales del mismo, desestimara oficialmente el invento.
Después de The Placencia de la Armas Co. Ltd; empresa con la que estafó al Gobierno español vendiéndole armas inservibles y de escasa, o más bien nula, utilidad para España, durante la guerra del 98 (además, dicha empresa, proporcionó a Maxim información relevante y “sensible” que pasó a su gobierno durante el conflicto), vino la Constructora Naval y, pocos años después, la Sociedad Española de Construcción Naval, filial de Vickers en España y a la que se adjudicó, por parte del Gobierno español, el monopolio de la construcción naval y de todos los astilleros españoles. La sombra de la estafa, la prevaricación y el cohecho sobrevolaron sobre este fabuloso negocio para el peligroso traficante de armas. Un oficial jurídico de la Armada española denunció al propio gobierno por dos presuntos delitos de prevaricación. El gobierno actuó expeditivamente y con especial crueldad contra los oficiales de la Marina española hostiles al decreto: fueron destituidos el Jefe del Estado Mayor Central y el Jefe de la Asesoría Jurídica de la Armada y cientos de oficiales fueron encarcelados y separados del Cuerpo. El poder de Zaharoff sobre España se prolongó hasta su muerte, que coincidió con el comienzo de la Guerra Civil de 1936. Además, como quedó acreditado durante la Comisión Nye del Senado americano de 1934, Zaharoff cobró cuantiosas comisiones en las transacciones que se hicieron entre empresas extranjeras y el gobierno español (por ejemplo, cobró entre un 5 y un 7% de los submarinos estadounidenses vendidos a España, durante todos estos años).
Aunque se haya podido documentar muy poco, Zaharoff aparece como un maestro del soborno y la corrupción. Los pocos casos que llegaron a hacerse públicos, como las extraordinarias comisiones pagadas al almirante Fuji del Japón, sugieren que tuvieron lugar muchos más de forma oculta. En 1890 la asociación Maxim-Nordenfelt se rompió, y Zaharoff decidió unirse a Maxim. Con sus comisiones, Zaharoff compró acciones de la empresa de Maxim, hasta que pudo comunicarle a Maxim que ya no era su empleado, sino su socio paritario.
Hacia 1897 la compañía de Maxim había crecido lo suficiente como para tener una oferta de compra por parte de la empresa británica Vickers, uno de los gigantes de la industria de armamentos. La venta supuso un ingreso importante para Maxim y Zaharoff, tanto en efectivo como en acciones de la nueva propietaria. Desde entonces y hasta 1911, mientras Maxim perdía entusiasmo por el negocio, crecía el peso y la participación accionarial de Zaharoff en la Vickers. Con la jubilación de Maxim, Zaharoff entró en el consejo de administración de la Vickers.
Para muchos ejércitos europeos, la primera década del siglo XX fue una época de reconstrucción y modernización. Alemania y el Reino Unido percibieron la necesidad de mejorar sus unidades navales. Y Vickers y Zaharoff estaban allí, deseosos y capaces de satisfacer a ambas partes. Tras la desastrosa derrota ante Japón en 1905, Rusia también vio la necesidad de renovar su armada, pero en el país se vivía una ola de nacionalismo que impulsaba la participación de la industria nacional en dicha reconstrucción. La respuesta de Zaharoff consistió en establecer un gran complejo industrial armamentístico en Tsaritsin, subsidiario de la Vickers. La apertura de los archivos de la Rusia zarista después de la Primera Guerra Mundial mostró algunas tácticas de la industria de armamentos en la época. Una carta de 1907, escrita desde la fábrica Paul von Gontard (una compañía alemana controlada secretamente por la Vickers) a un asociado de la Vickers en París, pedía que se transmitieran comunicados de prensa a la prensa francesa con la sugerencia de que los franceses debían mejorar su ejército para igualar la creciente amenaza alemana. Los artículos de prensa franceses fueron luego leídos en el Reichstag y dieron lugar a un voto a favor del incremento del gasto militar. Todo esto benefició lógicamente a la Vickers.

### La Primera Guerra Mundial
Los años inmediatamente anteriores a la Primera Guerra Mundial vieron el crecimiento de la fortuna de Zaharoff en otros campos, siempre en apoyo de sus negocios armamentísticos. Con la compra de la banca Union Parisienne (tradicionalmente ligada a la industria pesada) le resultó más fácil controlar las necesidades financieras. Al obtener el control del diario Excelsior, pudo asegurarse editoriales favorables a la industria armamentística. Ahora sólo le faltaban honores: entró en la Legión de Honor gracias a un albergue que creó para marineros franceses jubilados, una cátedra en aerodinámica en la universidad de París le valió el grado de oficial, y el 31 de julio de 1914, el mismo día en que Jean Jaurés fue asesinado, Raymond Poincaré firmaba el decreto que le nombraba comandante de la Legión de Honor. En marzo de 1914 Vickers anunciaba el principio de una nueva era de prosperidad.
La británica Vickers fabricó, a lo largo de la Gran Guerra, 4 barcos de línea, 3 cruceros, 53 submarinos, 3 navíos auxiliares, 62 barcos ligeros, 2328 cañones, 8 millones de toneladas de acero para uso militar, 90000 minas, 22000 torpedos, 5500 aeroplanos y 100000 ametralladoras. Hacia 1915 Zaharoff mantenía relaciones muy estrechas con Lloyd George y Aristide Briand. Se cuenta que en una ocasión, al visitar a Briand, Zaharoff dejó subrepticiamente un sobre encima de la mesa del despacho de Briand, el sobre contenía un millón de francos para las viudas de guerra.
Una de las ocupaciones de Zaharoff durante la guerra consistió en asegurarse de que Grecia participase en la guerra en el bando aliado, para así reforzar el frente oriental. Aparentemente esto resultaba casi imposible, pues el rey Constantino I era cuñado del Káiser. Para ello se estableció una agencia de prensa en Grecia que hizo campaña a favor de los aliados, lo que a la larga supondría la deposición de Constantino (1917) en favor del primer ministro Eleftherios Venizelos.
Al acabar la guerra, The Times estimó que Zaharoff había gastado unos 50 millones de libras esterlinas a favor de la causa aliada, aunque no citaba que dicha cifra sólo era una pequeña parte de sus comisiones. Por todo ello, fue nombrado baronet y desde entonces pudo titularse Sir Basil Zaharoff.
Zaharoff pasará a la historia de la mitología de la izquierda internacional como un "hacedor de guerras", un personaje oscuro y sin escrúpulos que se enriqueció con el comercio internacional de la muerte y que representa el lado más tenebroso del capitalismo internacional.

### Negocios de posguerra
En los siguientes años, Zaharoff se inmiscuyó en los asuntos de las potencias menores, mientras los cuatro grandes, que estaban recomponiendo el mapa de Europa, le dejaban hacer. En especial, se aseguró de que la Grecia de Venizelos recibiese una buena parte de los restos del debilitado Imperio otomano; tras su derrota en la I Guerra Mundial. Zaharoff convenció a Venizelos de que atacase al estado otomano invadiendo Anatolia por la ciudad de Esmirna y, los griegos lograron importantes victorias hasta que Francia e Italia intervinieron en 1920, imponiendo el (Tratado de Sèvres) con el que les impedían mantener muchas de sus conquistas. En las siguientes elecciones, los partidarios de Constantino consiguieron derrotar a Venizelos, pero Zaharoff logró persuadir también al rey de que invadiese otra vez la Anatolia turca, pero, en esta ocasión, este nuevo intento resultó en una derrota, a manos de reformado ejército de  los nacionalistas turcos con el comandante Kemal Atatürk al frente y significando la victoria turca en la Guerra greco-turca o Guerra de Independencia Turca —que desembocaría posteriormente en la proclamación de la moderna República de Turquía—. Las aventuras bélicas de Zaharoff no fueron bien recibidas por la prensa en París y Londres.
Al mismo tiempo, Zaharoff participó en otras aventuras financieras importantes. En octubre de 1920 estuvo relacionado con la incorporación de una compañía que sería predecesora del gigante petrolífero British Petroleum: era consciente del gran futuro del negocio petrolífero.
Por otro lado, su asociación con el príncipe Luis II de Mónaco le llevó a la compra de la endeudada Société des Bains de Mer que era la propietaria del famoso Casino de Montecarlo, y, principal fuente de ingresos del pequeño principado, y, consiguió que el establecimiento volviese a ser rentable. Al mismo tiempo, logró que Presidente de la República Francesa Georges Clemenceau admitiese en el Tratado de Versalles la protección de los derechos de Mónaco según habían sido establecidos en 1641.

### Matrimonio con María del Pilar de Muguiro y últimos años
En septiembre de 1924, con 75 años de edad, Zaharoff, que era viudo desde la muerte de su primera mujer en Londres en la década de 1890, se casó con el amor de su vida, María del Pilar de Muguiro y Beruete, duquesa de Marchena. La había conocido unos treinta años antes durante sus primeros viajes a España, estando casada con el malogrado Francisco de Borbón y Borbón primer duque de Marchena, (1861-1923). Zaharoff la convirtió en su amante, internaron al duque en un sanatorio a las afueras de París y no se casaron hasta el fallecimiento del marido, por resultar imposible y poco recomendable el divorcio de un miembro de la familia real española. Tuvieron que esperar a la muerte del duque; pero en 1926, dieciocho meses después de su matrimonio, María del Pilar murió también de una enfermedad infecciosa.
Después de esto, Zaharoff comenzó a liquidar sus inversiones y se dedicó a escribir sus memorias. Una vez escritas, fueron robadas por un criado, quizá con la intención de obtener dinero a cambio de los secretos de los grandes de Europa. Pero la policía las encontró y se las devolvió a Zaharoff; éste las quemó. El resto de sus días los pasó en soledad. Fue enterrado junto a su esposa y el duque de Marchena en la capilla del Castillo de Balincourt en Arronville.

## En la cultura popular
En el cómic de Tintín, La oreja rota, aparece un personaje basado en la figura de Sir Basil Zaharoff. Se trata de un vendedor de armas, llamado Basil Bazaroff, que vende armas a las dos partes de un conflicto en Sudamérica que él mismo ha contribuido a provocar.
En la película "Jumanji", la imagen del cazador también está basada en la figura de Zaharoff.
La novelas de Gervasio Posadas, El mercader de la muerte, y de Miguel Izu, Retorno a Balincourt, se basan en la vida de Basil Zaharoff.
Muy probablemente, Zaharoff fue la primera inspiración del escritor británico Ian Fleming a la hora de crear al supervillano Ernst Stavro Blofeld, el mayor enemigo y principal antagonista del agente 007.